# Anchon laudatum
Anchon laudatum är en insektsart som beskrevs av Capener 1972. Anchon laudatum ingår i släktet Anchon och familjen hornstritar. Inga underarter finns listade i Catalogue of Life.